# Болдешти (Јаши)
Болдешти (рум. Boldești) насеље је у Румунији у округу Јаши у општини Харманешти. Oпштина се налази на надморској висини од 282 m.

## Становништво
Према подацима из 2002. године у насељу је живело 378 становника, од којих су сви румунске националности.